# Buckhorn
Buckhorn är en ort i Perry County, Kentucky, USA. År 2000 hade orten 144 invånare. Den har enligt United States Census Bureau en area på 1,3 km², allt är land.